# Xenotilapia caudafasciata
Xenotilapia caudafasciata är en fiskart som beskrevs av Poll, 1951. Xenotilapia caudafasciata ingår i släktet Xenotilapia och familjen Cichlidae. IUCN kategoriserar arten globalt som livskraftig. Inga underarter finns listade i Catalogue of Life.